# Italia d'oro
Italia d'oro è il 16° album in studio di Pierangelo Bertoli pubblicato nel 1992, presentato in occasione del Festival di Sanremo. Tra i brani figurano, oltre a una versione ripubblicata di Spunta la luna dal monte, tre brani scritti con Luca Bonaffini.

## Tracce
1. Italia d'oro - 4:24
2. Fantasmi - 4:38
3. Giulio - 3:47
4. Le solite cose - 3:52
5. Spunta la Luna dal monte (Disamparados) - 3:42
6. I fiori che tu - 3:20
7. La prima pioggia - 3:29
8. Susanna - 3:47
9. Ninna nanna ai miei bimbi - 3:35

## Formazione
- Pierangelo Bertoli – voce
- Lucio Fabbri – tastiera, pianoforte, viola, chitarra elettrica, mandolino, violino
- Lorenzo Cazzaniga – chitarra elettrica
- Massimo Luca – chitarra, cori
- Sergio Conforti – tastiera, pianoforte
- Paolo Costa – basso
- Gavin Harrison – batteria, cucchiai
- Claudio Bazzari – chitarra elettrica
- Lele Melotti – batteria
- Alessandro Simonetto – viola, fisarmonica, violino
- Alberto Drufuca – violoncello
- Marilena Pennati – violoncello
- Fabio Treves – armonica
- Fernando Brusco – tromba
- Mauro Parodi – trombone
- Giancarlo Parisi – friscalettu, sassofono tenore, flauto, sassofono soprano, zampogna
- Giancarlo Porro – sassofono tenore, sax alto, clarinetto
- Feiez, Luca Bonaffini, Giulia Fasolino, Naimy Hackett, Alberto Bonardi – cori